# 神奇兩女俠
《神奇兩女俠》是1987年上映的一部香港時裝喜劇電影，由甘國亮編劇及執導，鄭裕玲、葉童主演。本片是甘國亮首部執導的電影。本片為1988年第十二屆香港國際電影節推介電影。2011年，本片獲香港電影資料館推選為「百部不可不看的香港電影」之一。:87

## 演員表
| 演員   | 角色       | 備註                                                                                         |
| ------ | ---------- | -------------------------------------------------------------------------------------------- |
| 鄭裕玲 | 梁好逑     | 雙女主之一，性格大癲大肺。胸部豐滿，被戲稱為「梁醒波」。說話有「黐脷筋」（舌繫帶過短）症狀。 |
| 葉童   | 連子蓉     | 雙女主之一，以文化人自居。本是一家商貿公司的接待處職員。梁好逑後來愛以「蓉記」稱呼她。       |
| 王敏德 | 沒交代名字 | 客串主演。自稱日本華僑的男子。                                                               |
| 潘震偉 |            | 本為連子蓉的男朋友，但連子蓉選美落選後隨即搭上選美季軍。髮型師，口甜舌滑。                   |
| 柳影虹 | 大姐大     | 組織落選佳麗參加飯局的淫媒。                                                                 |
| 黃斌   |            | 連子蓉同事。                                                                                 |
| 陳安瑩 |            | 連子蓉同事。                                                                                 |
| 林聰   |            | 連子蓉同事。                                                                                 |
| 楚原   |            | 梁好逑父親，與子女打成一片。                                                                 |
| 陳庭威 | 巷九記     | 梁好逑常光顧的「巷九記」之壯男外賣員。                                                       |
| 鄭丹瑞 | 阿旦       | 電視台藝人，參與梁好逑的試鏡。                                                               |
| 李志超 | 阿勇       | 髮型屋職員，梁好逑的愛好者。                                                                 |
| 甘國亮 |            | 電視中的選美主持。                                                                           |
| 俞琤   |            | 電視中的選美主持。                                                                           |

## 故事大綱
性格迵異的梁好逑（鄭裕玲飾）和連子蓉（葉童飾）為改善生活而去選美，經過一輪爭鬥及博得傳媒注意後，兩人均落選收場。兩人遭遇生活及事業上的挫折，同病相憐成為好友。後來一名自稱日本華僑的瀟灑俊男出現，令兩人同時萌生愛意，展開爭奪。

## 歌曲
- 主題曲《敢愛敢做》 主唱：林子祥[9]

## 獎項及提名
| 年份 | 頒獎典禮            | 獎項       | 名單   | 結果 |
| ---- | ------------------- | ---------- | ------ | ---- |
| 1988 | 第7屆香港電影金像獎 | 最佳編劇   | 甘國亮 | 提名 |
| 1988 | 第7屆香港電影金像獎 | 最佳女主角 | 鄭裕玲 | 提名 |

## 反響

### 衍生作品
達明一派同年發表的歌曲《神奇女俠》，有著鄭裕玲（以片中「黐脷筋」腔）讀出的旁白。旁白及歌詞取材自本片，例如鄭裕玲說自己「似中森明菜」，「談論昨晚港姐的決賽」、「無聊踏進了置地」等均與劇情有關。

## 備註
1. ↑  但來源書籍指此歌與本片沒有一點關係，此說顯然不正確。

## 資料來源
1. ↑  資料室. . 電影雙周刊. 1987, (229): 87.
2. ↑  . Apple TV.   [2022-03-15]. （原始内容存档于2022-03-15） （中文（香港））.
3. 1 2 3 4  資料室. . 電影雙周刊. 1987, (223): 20.
4. ↑  . www.hkfilmdirectors.com. 香港電影導演會.   [2022-04-14]. （原始内容存档于2021-04-14）.
5. 1 2 3 4 5  李焯桃 (编). . 香港: 市政局. 1988: 106,118. ISBN 962-7040-24-X.
6. ↑   (PDF). 香港電影資料館.   [2022-03-06]. （原始内容 (PDF)存档于2012-01-18）.
7. 1 2  陳嘉銘. . 香港電影評庫. 香港電影評論學會. 2011  [2022-03-15] （中文（香港））.
8. 1 2  Ivan Wong; 金成. . 雅虎香港. 2012-04-11  [2022-09-11]. （原始内容存档于2022-09-11）.
9. 1 2  MUZIKLAND. . . 香港: 非凡. 2019: 30. ISBN 978-988-8573-36-3.
10. 1 2  . 香港電影金像獎.   [2022-10-17]. （原始内容存档于2020-11-04）.

## 外部連結
- 香港影庫上《神奇兩女俠》的資料（繁體中文）
- 互联网电影数据库（IMDb）上《神奇兩女俠》的资料（英文）
- 豆瓣电影上《神奇兩女俠》的資料 （简体中文）